# Klonowa (gmina)
Klonowa – gmina wiejska w województwie łódzkim, w powiecie sieradzkim. W latach 1975–1998 gmina położona była w województwie sieradzkim.
Siedziba gminy to Klonowa.
Według danych z 30 czerwca 2004 gminę zamieszkiwało 3066 osób. Natomiast według danych z 31 grudnia 2017 roku gminę zamieszkiwało 2891 osób.

## Rolnictwo
Gmina ma charakter rolniczy. Przeważają w niej gospodarstwa tradycyjne.
Nieskażone środowisko sprzyja uprawom czystym ekologicznie i produkcji zdrowej żywności. Uprawia się zboża, głównie żyto, jęczmień oraz ziemniaki. W hodowli dominuje trzoda chlewna i bydło mięsne.

## Struktura powierzchni
Według danych z roku 2002 gmina Klonowa ma obszar 95,37 km², w tym:
- użytki rolne: 63%
- użytki leśne: 32%

Gmina stanowi 6,4% powierzchni powiatu.

## Demografia

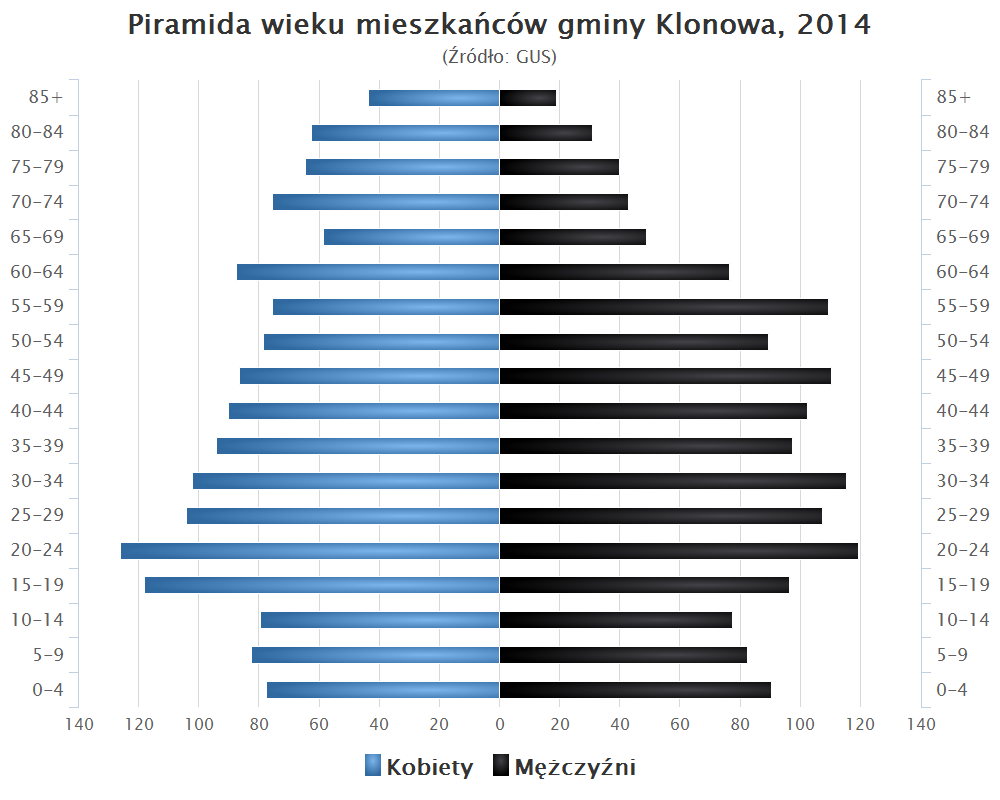
Piramida wieku mieszkańców gminy Klonowa w 2014 roku

Dane z 30 czerwca 2004:
| Opis                              | Ogółem | Ogółem | Kobiety | Kobiety | Mężczyźni | Mężczyźni |
| --------------------------------- | ------ | ------ | ------- | ------- | --------- | --------- |
| jednostka                         | osób   | %      | osób    | %       | osób      | %         |
| populacja                         | 3066   | 100    | 1554    | 50,7    | 1512      | 49,3      |
| gęstość zaludnienia (mieszk./km²) | 32,1   | 32,1   | 16,3    | 16,3    | 15,9      | 15,9      |

## Sołectwa
Grzyb, Klonowa (sołectwa: Klonowa I i Klonowa II), Kuźnica Błońska, Kuźnica Zagrzebska, Leliwa (sołectwa: Leliwa I i Leliwa II), Lesiaki, Lipicze, Owieczki, Pawelce, Świątki

## Sąsiednie gminy
Brąszewice, Czajków, Galewice, Lututów, Złoczew